# ヨング・アヤックス
ヨング・アヤックス（オランダ語: Jong Ajax、オランダ語発音: [ˈjɔŋ ˈaːjɑks], 英語: Young Ajax）は、オランダ・アムステルダムに本拠地を置くサッカークラブ・アヤックスのリザーブチームである。別名アヤックス2（Ajax II）。2023-24シーズンは、オランダ2部のエールステ・ディヴィジに所属している。

## 歴史
メンバーの大半はアヤックス・アカデミー出身者で占められており、トップチームでの出番がない選手もここでプレーすることがある。
1992年から2016年まで実施されていたベロフテン・エールディヴィジ（リザーブチームのみが参加するトップリーグ）で最多8回の優勝を誇るなど、最も成功したリザーブチームと見なされている。KNVBカップにも参加しており、最高成績は2001-02シーズンの準優勝である。
2013-14シーズンからベロフテン・エールディヴィジと並行してプロクラブも参加しているエールステ・ディヴィジに参戦している。

## タイトル

### 国内タイトル
- エールステ・ディヴィジ : 1回
  - 2017-18

- ベロフテン・エールディヴィジ : 5回
  - 1973-74, 2001-02, 2003-04, 2004-05, 2008-09

## 過去の成績
| シーズン | リーグ戦               | リーグ戦 | リーグ戦 | リーグ戦 | リーグ戦 | リーグ戦 | リーグ戦 | リーグ戦 | リーグ戦 |
| シーズン | ディビジョン           | 試       | 勝       | 分       | 敗       | 得       | 失       | 点       | 順位     |
| -------- | ---------------------- | -------- | -------- | -------- | -------- | -------- | -------- | -------- | -------- |
| 2013-14  | エールステ・ディヴィジ | 38       | 15       | 5        | 18       | 57       | 72       | 50       | 14位     |
| 2014-15  | エールステ・ディヴィジ | 38       | 12       | 11       | 15       | 64       | 67       | 47       | 12位     |
| 2015-16  | エールステ・ディヴィジ | 36       | 13       | 11       | 12       | 59       | 57       | 50       | 9位      |
| 2016-17  | エールステ・ディヴィジ | 38       | 23       | 7        | 8        | 93       | 54       | 76       | 2位      |
| 2017-18  | エールステ・ディヴィジ | 38       | 25       | 4        | 9        | 89       | 54       | 79       | 1位      |
| 2018-19  | エールステ・ディヴィジ | 38       | 16       | 8        | 14       | 81       | 67       | 56       | 11位     |
| 2019-20  | エールステ・ディヴィジ | 29       | 16       | 6        | 7        | 72       | 47       | 54       | 4位      |
| 2020-21  | エールステ・ディヴィジ | 38       | 10       | 10       | 18       | 55       | 71       | 40       | 16位     |
| 2021-22  | エールステ・ディヴィジ | 38       | 18       | 9        | 11       | 82       | 63       | 63       | 7位      |
| 2022-23  | エールステ・ディヴィジ | 38       | 12       | 10       | 16       | 69       | 72       | 46       | 13位     |
| 2023-24  | エールステ・ディヴィジ |          |          |          |          |          |          |          |          |

## 歴代監督
- ヨン・ファント・シップ 2002-2004
- マルコ・ファン・バステン 2003-2004
- アーロン・ヴィンター 2006-2009
- ミハエル・ライツィハー 2017-2019
- ヨン・ハイティンハ 2021-2023

## 歴代所属選手

### GK
- ハビエル・マウス 2015
- アンドレ・オナナ 2015-2016
- ティム・クルル 2016-2017

### DF
- ニクラス・モイサンデル 2013
- マタイス・デ・リフト 2016-2017
- ヌサイル・マズラウィ 2016-2018
- スヴェン・ボトマン 2018-2020
- セルジーニョ・デスト 2018-2020
- ユリエン・ティンバー 2019-2021
- ヨレル・ハト 2022-2023

### MF
- デイヴィ・クラーセン 2013
- スタニスラフ・ロボツカ 2013-2014
- フレンキー・デ・ヨング 2015-2017
- ドニー・ファン・デ・ベーク 2015-2017
- ライアン・フラーフェンベルフ 2018-2019

### FW
- アミン・ユネス 2015
- ヴァーツラフ・チェルニー 2015-2019
- ブライアン・ブロビー 2018-2021